# Vermoil
Vermoil est une freguesia portugaise située dans le District de Leiria.
Avec une superficie de 21,71 km2 et une population de 2 855 habitants (2001), la paroisse possède une densité de 131,5 hab/km2.